# Keitatsu Kojima
Keitatsu Kojima (japanisch 小島 圭巽 Kojima Keitatsu; * 21. Juni 2001 in der Präfektur Kumamoto) ist ein japanischer Fußballspieler.

## Karriere
Keitatsu Kojima erlernte das Fußballspielen in den Jugendmannschaften von Blaze Kumamoto und Roasso Kumamoto. Bei Roasso unterschrieb er am 1. Februar 2020 auch seinen ersten Profivertrag. Der Verein aus der Präfektur Kumamoto spielte in der dritten japanischen Liga, der J3 League. Sein Drittligadebüt gab Keitatsu Kojima am 21. März 2021 im Heimspiel gegen den Kagoshima United FC. Hier wurde er in der 83. Minute für Tomoya Kitamura eingewechselt. 2021 feierte er mit Kumamoto die Meisterschaft der dritten Liga und den Aufstieg in die zweite Liga. Für Kumamoto absolvierte er zwei Ligaspiele. Im Januar 2022 wechselte er auf Leihbasis zum Regionalligisten Ococias Kyoto AC.

## Erfolge
Roasso Kumamoto
- J3 League: 2021  ▲